# Orchis coriophora
Orchis coriophora L. (1753), es una especie terrestre de la familia de las orquídeas.

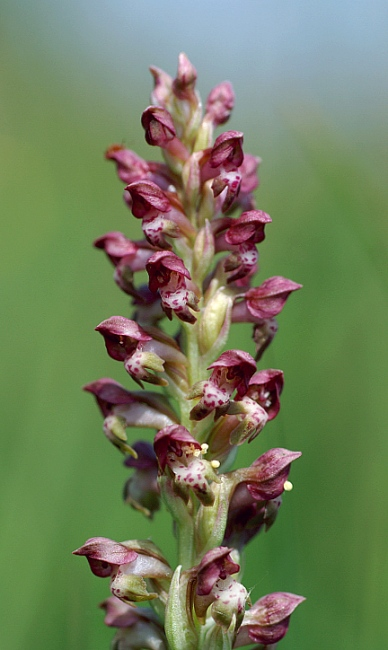

## Descripción
Es una especie herbácea de pequeño a gran tamaño, terrestre, que prefiere el clima frío. Tiene un robusto tallo de color verde pálido con 4 a 10 hojas basales, lineares a linear-lanceoladas y hojas caulinas casi en la cima del tallo. Florece en la primavera y verano en una inflorescencia cilíndrica u oblonga de 45 a 135 cm de longitud con muchas flores (15 a 25) fragantes y de color variable.

## Hábitat y distribución
Se encuentra en  España, Italia, Francia y Grecia, Turquía, Chipre, Libia, Túnez, Argelia, Marruecos, Portugal, Islas Baleares, Córcega, Cerdeña, Bélgica, Holanda, Alemania, Checoslovaquia, Austria, Hungría, Suiza, Yugoslavia, Albania, Bulgaria, Rumanía, Polonia, Bielorrusia, Ucrania, Rusia, Irán, Irak, Jordania, Israel y Líbano en lugares soleados, claros de pinares y matorrales en alturas sobre los 2500[cita requerida] m s. n. m. en suelos ligeramente ácidos.

## Taxonomía
Orchis coriophora fue descrita por  Carlos Linneo  y publicado en Species Plantarum 940. 1753.
Etimología
Estas  orquídeas reciben su nombre del griego όρχις "orchis", que significa testículo, por la apariencia de los tubérculos subterráneos en algunas especies terrestres. La palabra 'orchis' la usó por primera vez  Teofrasto (371/372 - 287/286 a. C.), en su libro  "De historia plantarum" (La historia natural de las plantas). Fue discípulo de Aristóteles y está considerado como el padre de la Botánica y de la Ecología.
coriophora: epíteto latino que significa con flores coriáceas.
Sinonimia
- Anacamptis coriophora (L.) R.M.Bateman 1997, Pridgeon & M.W.Chase 1997
- Anteriorchis coriophora (L.) E.Klein & Strack 1989
- Anteriorchis coriophora subsp. martrinii (Timb.-Lagr.) Jacquet 1997
- Orchis cimicinus Crantz 1835
- Orchis coreosmus St.-Lag. 1880
- Orchis coriophora subsp. carpetana (Willk.) Malag. 1968
- Orchis coriophora subsp. martrinii (Timb.-Lagr.) Nyman 1882
- Orchis coriophora var. dolichoceras Maire 1939
- Orchis coriophora var. elongata Maire 1940
- Orchis coriophora var. lusciniarum Maire 1939
- Orchis coriophora var. major E.G.Camus 1900
- Orchis coriophora var. polliniana (Spreng.) Pollard 1824
- Orchis coriophora var. sennenii A.Camus 1928
- Orchis coriophora var. subsancta Balayer 1986
- Orchis coriophora var. symphypetala Brot. 1827
- Orchis fragrans var. elongata (Maire) Raynaud 1985
- Orchis fragrans var. polliniana (Spreng.) Pollard 1824
- Orchis martrinii Timb.-Lagr. 1856
- Orchis polliniana Spreng. 1815[3][4]

## Nombre común
- Castellano: clavellina, mayos, olor de chinches.[5]